# Brime de Urz
Brime de Urz is een gemeente in de Spaanse provincie Zamora in de regio Castilië en León met een oppervlakte van 14,88 km². Brime de Urz telt 120 inwoners (1 januari 2016).

## Demografische ontwikkeling
Bron: INE, 1857-2011: volkstellingen